# Стрижак Андрій Андрійович
Стрижак Андрій Андрійович (21 листопада 1947, с. Дубрівка Ужгородського району Закарпатської області, УРСР) — суддя Верховного Суду та Конституційного Суду України у відставці, Заслужений юрист України.

## Життєпис
Народився 21 листопада 1947 року в с. Дубрівка Ужгородського району Закарпатської області в селянській родині.
Трудову діяльність розпочав робітником, слюсарем Ужгородського АТП № 06012. Проходив строкову військову службу.
1971 року закінчив Харківський юридичний інститут.

## Діяльність
Фахову діяльність розпочав у 1971 році слідчим прокуратури Іванівського району на Одещині.
Протягом 1971—1978 років працював помічником прокурора м. Ужгорода, прокурором слідчого відділу прокуратури Закарпатської області, старшим помічником прокурора Закарпатської області.
З 1978 по 1988 рік — суддя, заступник голови Закарпатського обласного суду.
З 1988 року — суддя Верховного Суду України.
З 1996 року — голова Закарпатського обласного суду, голова Апеляційного суду Закарпатської області.
У грудні 2004 року VI з'їздом суддів України призначений суддею Конституційного Суду України. Присягу склав 4 серпня 2006 року.
На спеціальному пленарному засіданні Конституційного Суду України 10 липня 2007 року обраний Головою Конституційного Суду України.
Автор численних наукових публікацій з питань адміністративного права.
З 2008 року викладач ЛНУ (факультет міжнародних відносин).

## Суддівська діяльність
30 вересня 2010 року голосував за Відновлення дії Конституції України в редакції 1996 року шляхом прийняття рішення Конституційного суду у справі про дотримання процедури внесення змін до Конституції від 8 грудня 2004 року.

## Сім'я
Син Андрій Андрійович Стрижак, фігурант кримінального провадження щодо викрадень елітних авто. 28 лютого 2020 року його було заарештовано.

## Відзнаки та нагороди
- Кандидат юридичних наук;
- Заслужений юрист України;
- Відзнака «Іменна вогнепальна зброя» (2010)[3]
- Відзнака Президента України — ювілейна медаль «25 років незалежності України» (2016).[4]